# Stazione di Mataró
La stazione di Mataró (in catalano Estació de Mataró, in spagnolo Estación de Mataró) è la principale stazione ferroviaria di Mataró in Catalogna, Spagna.